# آسوا

خريطة آسوا

آسوا هو اتحاد كونفدرالي (أو اتحاد) من 22 دولة قديمة في غرب الأناضول أُقيم قبل عام 1400 قبل الميلاد لمقاومة الإمبراطورية الحثية، والتي هزمتها تحت حكم تودخاليا الأول.
يشير عدد من السجلات الحيثية المجزأة إلى أن التمرد المناهض للحيثيين في رابطة أسوا حصل على درجة معينة من الدعم من يالونان الموكيانية.